# الحقبة السحيقة المبكرة

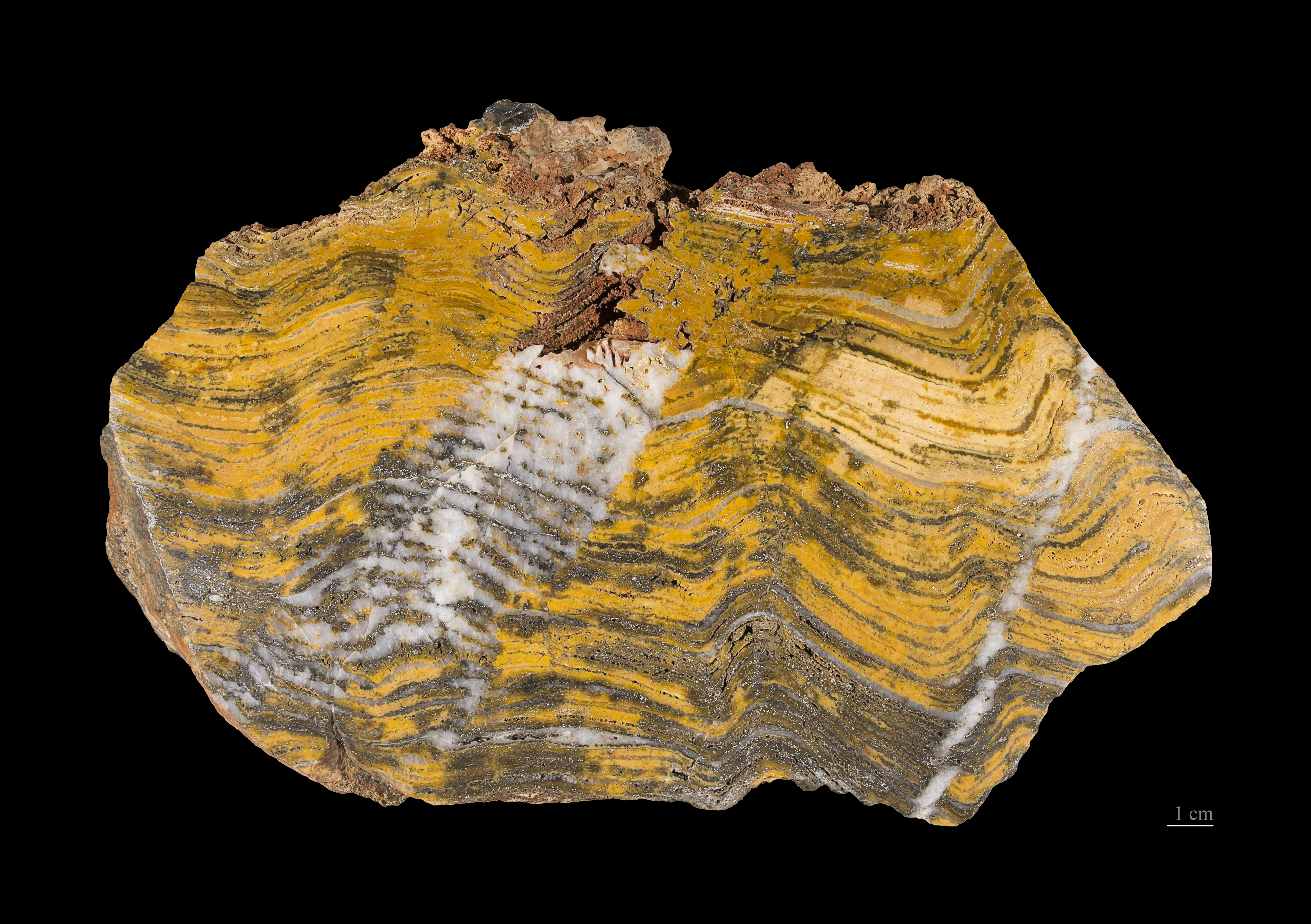
ستروماتوليت - الراسخة بيلبارا - أستراليا الغربية

الحقبة السحيقة المبكرة (باللاتينية: Paleoarchean)، (بالإغريقية: Palaios = Παλαιό = «قديم، مبكر» - arkhaios = Αρχή = «البداية، المنشأ»)  وهي الحقبة الثانية من الدهر السحيق، ثاني دهور الزمن الجيولوجي. امتدت من 3600 إلى 3200 مليون سنة مضت، لمدة 400 مليون سنة تقريبا. تم تعريف هذه الحقبة زمنياً ولا يُشار إليها بمستوى معين لطبقة صخرية على الأرض. وجد في هذه الحقبة أقدم شكل للحياة، وهي لبكتيريا متحجرة في الحصائر الميكروبية، عمرها 3,480 مليون سنة، وجدت في أستراليا الغربية. تشكلت في هذه الحقبة أول قارة عظمى تدعى فالبارا [الإنجليزية]. خلال هذه الحقبة، اصطدم كويكب كبير يتراوح قطره ما بين 37 إلى 58 كيلومترًا بالأرض في منطقة جنوب أفريقيا منذ حوالي 3.26 مليار سنة، مما أدى إلى تكون حزام الحجر الاخضر باربرتون (جبال باربيرتون ماخونجوا).
في هذا الحقبة بدأت البكتيريا بعملية التمثيل الضوئي، والتي كانت في البداية غير منتجة للأكسجين. أما في زمننا الحاضر، فإن البكتيريا الخضراء الكبريتة والغير كبريتة، والبكتيريا الأرجوانية هي التي تقوم بهذا النوع من التمثيل الضوئي. ضل هذا الوضع حتى قبل الحقبة التالية الحديثة، أي قبل حوالي 2,800 مليون سنة، حتى نشأت أولى الكائنات الحية القادرة على إجراء عملية التمثيل الضوئي الأكسجيني (مثل البكتيريا الزرقاء) والبدء في إطلاق الأكسجين الجزيئي في البيئة.